# Na przekór przeznaczeniu
Na przekór przeznaczeniu (hiszp. Cuando vivas conmigo) – kolumbijska telenowela wyemitowana w latach 2016-2017 przez Caracol.
Oparta na motywach powieści Mario Vargasa Llosy.

## Wersja polska
W Polsce telenowela była emitowana od 17 sierpnia 2017 w iTVN. Autorką tekstu była Patrycja Nowicka. Lektorem serialu był Paweł Straszewski.

## Obsada
- Caterin Escobar
- Diego Trujillo
- Sandra Reyes
- Christian Tappan
- Linda Lucía Callejas
- María José Vargas
- Diego Garzón
- Norma Nivia
- Juan Manuel Lenis

## Nagrody i nominacje

### Premios India Catalina
| Rok  | Kategoria                                     | Nominacja        | Wynik     |
| ---- | --------------------------------------------- | ---------------- | --------- |
| 2017 | Najlepszy protagonista telenoweli lub serialu | Christian Tappan | Nominacja |

### Premios TvyNovelas (Kolumbia)
| Rok  | Kategoria                                         | Nominacja                                            | Wynik     |
| ---- | ------------------------------------------------- | ---------------------------------------------------- | --------- |
| 2017 | Ulubiona złoczyńczyni z serialu                   | Kimberly Reyes                                       | Nominacja |
| 2017 | Ulubiony utwór przewodni z telenoweli lub serialu | Cuando vivas conmigo w wykonaniu Alejandro Scarpetta | Nominacja |